# Serafino Morazzone
Serafino Morazzone (1. února 1747, Milán – 13. dubna 1822, Lecco) byl italský římskokatolický kněz. Katolická církev jej uctívá jako blahoslaveného.

## Život
Narodil se dne 1. února 1747 v Miláně. Jeho otec Francesco Morazzone provozoval malý obchůdek. Studoval u jezuitů v Palazzo di Brera v Miláně a rozhodl se stát knězem.
Roku 1760 začal nosit kleriku a roku 1761 obdržel tonzuru. Roku 1764 obdržel první dvě nižší svěcení, další pak roku 1771. Roku 1773 přijal podjáhenské a jáhenské svěcení a dne 9. května 1773 byl vysvěcen na kněze pro milánskou arcidiecézi v kostele Santa Maria presso San Satiro v Miláně.
Poté se stal roku 1773 farářem v Caleotto (část města Lecco), kde působil až do konce svého života. Zde byl pravděpodobně do roku 1818 zpovědníkem významného spisovatele, básníka a dramatika Alessandra Manzoniho.
Zemřel dne 13. dubna 1822 ve svém působišti Caleotto (část města Lecco). Pohřben je v kostele San Giovanni Battista v Lecco.

## Úcta
Jeho beatifikační proces započal roku 1999. Dne 17. prosince 2007 jej papež Benedikt XVI. podepsáním dekretu o jeho hrdinských ctnostech prohlásil za ctihodného. Dne 2. dubna 2011 byl uznán zázrak na jeho přímluvu, potřebný pro jeho blahořečení.
Blahořečen pak byl dne 26. června 2011 na Piazza del Duomo v Miláně. Obřadu předsedal jménem papeže Benedikta XVI. kardinál Angelo Amato.
Jeho památka je připomínána 13. dubna (v ambrosiánském obřadu 9. května). Bývá zobrazován v kněžském oděvu.